# Nokia N76
El Nokia N76 es un móvil multimedia 3G Teléfono inteligente diseñado por Nokia. Fue introducido en Las Vegas en el CES 2007 en enero de 2007 y fue lanzado el 5 de mayo de 2007 por el precio de 390 euros.
Este teléfono está considerado un "Fashion-Phone" por su diseño estilizado y delgado y sus controles externos que facilitan la reproducción de audio y otras funciones. Todo esto lo hace competidor directo del RAZR2 V8.
Utiliza sistema operativo Symbian OS 9.2 y cuenta con cámara de 2 megapíxeles con flash LED y 37 mb de memoria interna, con capacidad de expansión hasta 4gb con tarjetas MicroSD o SDHC, hay una versión en color rojo y otra en color negro.
La versión roja es una edición pensada para mujeres por el color y los temas que incluye el equipo. La versión negra está diseñada para el comprador masculino.

## Especificaciones
| Característica                 | Especificación |
| ------------------------------ | --- |
| Forma                          | Clamshell (con tapa) |
| Sistema operativo              | Symbian OS (9.2), S60 rel. 3.1 |
| Procesador                     | FreeScale Semiconductor 32-bit RISC CPU based on ARM-11 series, 369 MHz |
| Memoria RAM (Total/Disponible) | 96/44 MB |
| Memoria ROM (Total/Disponible) | 128/37 MB |
| Frecuencias GSM                | 850/900/1800/1900 MHz |
| GPRS                           | Sí, Clase B, Multislot clase 32 (5/3) (vel. descarga: 107 kb/s, vel. subida: 64,2 kb/s)                                                                                       |
| EDGE (EGPRS)                   | Sí, Class B, Multislot clase 32 (5/3) (vel. descarga: 296 kb/s, vel. subida: 167 kb/s); Clase A (DTM) Multislot clase 11 (vel. descarga: 118,4 kb/s, vel. subida: 118,4 kb/s) |
| WCDMA                          | Sí (2100 MHz), PS (vel. descarga: 384 kb/s, vel. subida: 384 kb/s), CS (vel. descarga: 64 kb/s, vel. subida: 64 kb/s)                                                         |
| Pantalla interna               | TFT, 2,4", 16 millones de colores, 240×320 píxeles |
| Pantalla externa               | TFT, 1,36", 262.144 colores, 128×160 píxeles |
| Cámara                         | 2,0 mpx (sensor: Toshiba CMOS, F/3, 5 mm), flash: LED, 20x zoom digital, EXIF                                                                                                 |
| Grabación de vídeo             | - Vídeo: MPEG-4 VBR QVGA (320×240) @ 15 fps - Audio: AAC Low Complexity (1 channel, 16 bits, 48 kHz, 72 kb/s)                                                                 |
| Mensajes multimedia            | Sí |
| Videollamadas                  | Sí |
| Pulse Para Hablar (PPT)        | Sí |
| Soporte de aplicaciones        | Java (MIDP 2.0), 3D API (JSR-184) |
| Tarjeta de memoria             | Sí, microSD |
| Bluetooth                      | Sí, 2.0 EDR (3 Mb/s) |
| Infrarrojos                    | No |
| Soporte para cable de datos    | Sí, cable normal miniUSB, USB 2.0 alta velocidad |
| Navegación                     | WAP 2.0/xHTML |
| Correo electrónico             | Sí |
| Reproductor de música          | Sí |
| Radio                          | Sí, FM Stereo |
| Reproductor de vídeo           | Sí |
| Tonos polifónicos              | Sí, 64 notas |
| Tonos de llamada               | Sí, MP3, NB-AMR, WB-AMR, tonos reales, WAV, AAC, eAAC+, RealAudio, M4A |
| Micrófono                      | Sí |
| Modo "avión"                   | Sí |
| Batería                        | BL-4B (3,7V @ 700 mAh) |
| Cargador                       | 2 mm conector |
| Autonomía en llamada           | 2 horas |
| Autonomía en espera            | 200 horas |
| Peso                           | 115 gramos |
| Dimensiones                    | 106,5×52×13,7 mm |
| Disponibilidad                 | Primer trimestre de 2007 |